# سام و نرگس
سام و نرگس فیلمی به کارگردانی و نویسندگی ایرج قادری و تهیه‌کنندگی مرتضی شایسته محصول سال ۱۳۷۹ است. این فیلم اولین بازی محمدرضا گلزار است.

## خلاصه داستان
سام (محمدرضا گلزار) و عَبِد با هم رفقای صمیمی هستند. با گذشت زمان سام به نرگس، خواهر عبد علاقه‌مند می‌شود. عبد که قهرمان ورزشی می‌شود از سام چاقویی را به عنوان هدیه دریافت می‌کند و وقتی با چاقو ژست می‌گیرد ابی عکاس از او عکس می‌گیرد. بعد از مدتی مشخص می‌شود که ابی عکاس هم به نرگس علاقه‌مند شده، به همین دلیل برای انتقام از سام ماجرای علاقه‌مندی او را به نرگس، برای عبد تعریف می‌کند. عبد عصبانی به دیدار سام می‌رود؛ و آن جا به جای سام، خود را با چاقو مجروح می‌کند که منجر به فوت او می‌شود. سام در این میان قاتل شناخته می‌شود و حکم اعدام او صادر می‌شود. اما روز عروسی ابی و نرگس، با دیدن عکس عبد، واقعیت مشخص شده و پدر نرگس روز اعدام سام، او را می‌بخشد.

## جشنواره‌ها
فیلم سام و نرگس در پنجمین دوره جشن خانه سینما حضور داشته‌است.